# Guangrao
Guangrao (chinesisch 广饶县, Pinyin Guǎngráo Xiàn) ist eine kreisfreie Stadt in der ostchinesischen Provinz Shandong. Sie gehört zum Verwaltungsgebiet der bezirksfreien Stadt Dongying. Guangrao hat eine Fläche von 1.138 km² und 507.523 Einwohner (Stand: Zensus 2010).
Die Haupthalle des Guandi-Tempels von Guangrao (Guangrao Guandi miao dadian 广饶关帝庙大殿) und die Fujia-Stätte (傅家遗址,  Fujia yizhi, englisch Fujia Site) stehen auf der Liste der Denkmäler der Volksrepublik China.